# Parafia św. Floriana w Uniejowie

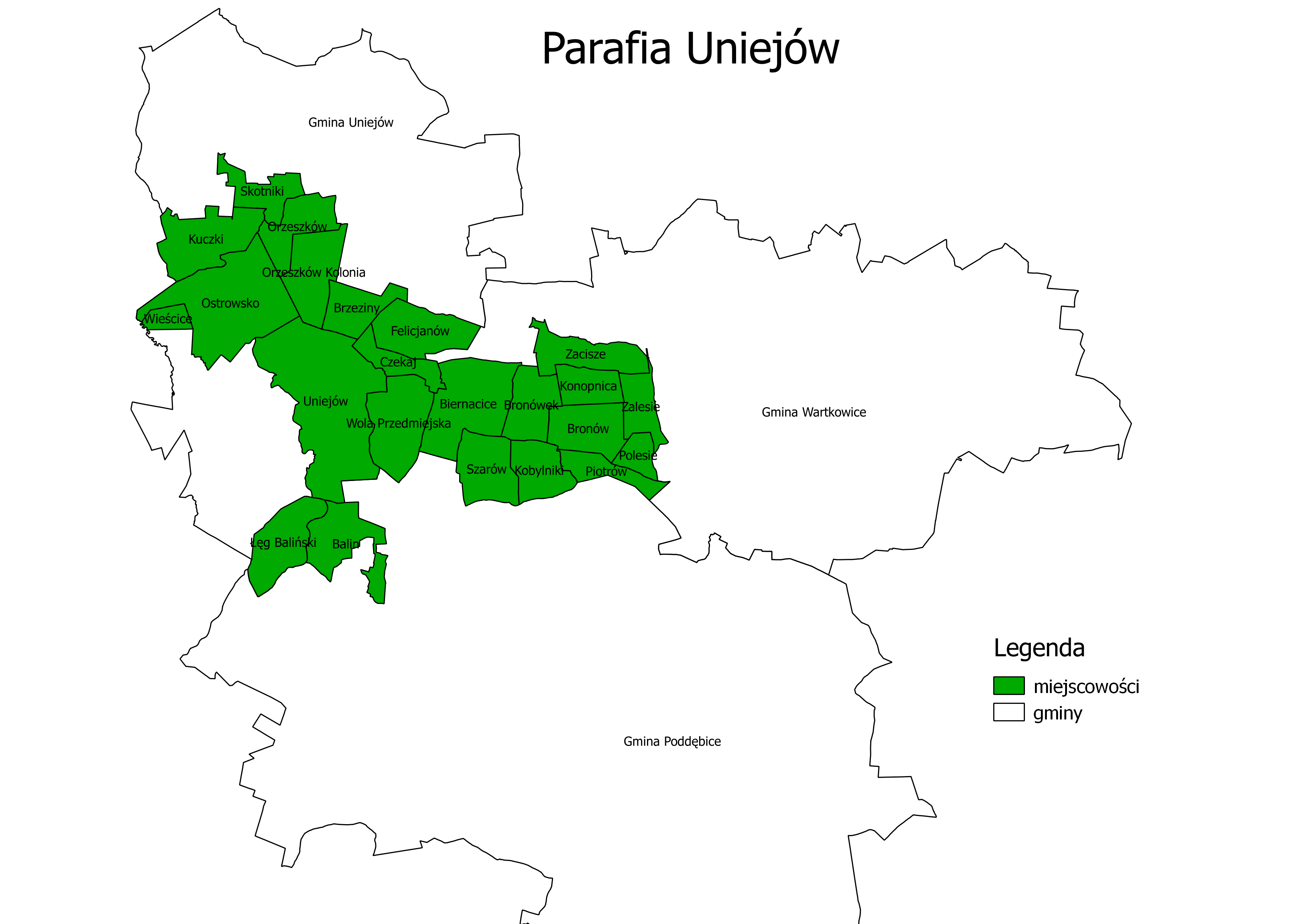
zasięg terytorialny parafii Uniejów

Parafia Świętego Floriana – rzymskokatolicka parafia położona w Uniejowie. Administracyjnie należy do diecezji włocławskiej (dekanat uniejowski). 
Odpust parafialny odbywa się we wspomnienie Świętego Floriana – 4 maja, a odpust kapituły kolegiackiej we wspomnienie Błogosławionego Bogumiła – 10 czerwca.
Proboszczem parafii jest ks. infułat Andrzej Ziemieśkiewicz.